# Sant'Agostino (Ferrara)
Sant'Agostino is een gemeente in de Italiaanse provincie Ferrara (regio Emilia-Romagna) en telt 6357 inwoners (31-12-2004). De oppervlakte bedraagt 35,2 km², de bevolkingsdichtheid is 175 inwoners per km².
De volgende frazioni maken deel uit van de gemeente: Dosso, San Carlo.

## Demografie
Sant'Agostino telt ongeveer 2649 huishoudens. Het aantal inwoners steeg in de periode 1991-2001 met 4,1% volgens cijfers uit de tienjaarlijkse volkstellingen van ISTAT.
| Jaar | Inwoneraantal |
| ---- | ------------- |
| 1991 | 5900          |
| 2001 | 6139          |

## Geografie
De gemeente ligt op ongeveer 15 meter boven zeeniveau.
Sant'Agostino grenst aan de volgende gemeenten: Bondeno, Cento, Galliera (BO), Mirabello, Pieve di Cento (BO), Poggio Renatico.